# Festival OTI da Canção 1973
O Festival da OTI 1973 (em castelhano: Festival OTI de la Canción 1973) foi o segundo Festival da OTI e teve lugar no dia 10 de novembro de 1973 na cidade brasileira de Belo Horizonte, no Palácio das Artes. Os apresentadores foram Walter Forster e Íris Lettieri. Imelda Miller, em representação do México com a canção "Que alegre va María", foi a grande vencedora da segunda edição do certame iberoamericano.
O destaque das participações vai para a cantautora mexicana Imelda Miller, naquela que foi a primeira participação oficial do seu país depois da desclassificação no ano anterior, com o tema "Que alegre va María", da autoria do compositor Sergio Esquivel. Este tema foi registado originalmente em nome de Celia C. Bonfil, inspiradora da canção e esposa de Sergio Esquivel, a quem lhe dedicou a canção. Também se destacou a participação do cantautor  Camilo Sesto, que tinha começado a sua carreira artística, com o tema "Algo más", um êxito de ventas no continente. Há que mencionar a segunda participação consecutiva do cantante boliviano Arturo Quesada, representando a televisão do seu país, com um resultado pior do que no ano anterior.
Após um empate no primeiro lugar entre o México e o Perú, os restantes 12 países procederam a uma votação para o desempate, obtendo o tema mexicano "Que alegre va María" o primeiro lugar com 7 votos, contra os 5 do Peru. O terceiro lugar foi obtido por Niní Caffaro, representante da República Dominicana.
Cabe mencionar, como facto curioso, que na transmissão da Venezuela do certame, em determinado momento, o sinal de audio se perdeu devido a falhas de transmissão via satélite.Enquanto se tentava resolver o acidente na estação de recepção de satélite, de propriedade da empresa de telecomunicações CANTV e localizado na população venezuelana Camatagua, música foi colocada para suprir a falta de áudio original. Este incidente técnico impediu o público venezuelano de ouvir a interpretação feita pela sua representante no certame, Mayra Martí, além das restantes participações, pelo que o jurado venezuelano não pode emitir a votação por telefone, como era então utilizado.

## Local
O Festival OTI 1973 ocorreu em Belo Horizonte, no Brasil. O festival em si, ocorreu no Palácio das Artes. Belo Horizonte é a capital do estado de Minas Gerais, Brasil. É
um dos principais centros urbanos do país, o quarto em população, com
2,238,526 habitantes (IBGE,2000), 4.6 milhões na área metropolitana.  Está localizada na região Sudeste, a 716 km de Brasília, 586 km de São Paulo, 444 km do Rio de Janeiro e 850 m acima do nível do mar, e é servida por uma malha viária e ferroviária que a liga aos principais centros e portos do país. O clima é ameno o ano todo, com a temperatura média de 21 graus Celsius.

## Votação
O sistema de votação do Festival da OTI 1973, estabelecia que cada país podia dar num máximo de 5 votos. Todos os países participantes utilizaram o sistema de votação via satélite excepto a Bolívia e a República Dominicana que por falta de infraestrutura adequada tiveram que enviar jurados ao Festival.

## Participações individuais
Cada país escolheu o seu representante de forma diferente e especifica. Nos artigos da "caixa" em baixo, pode se ler mais sobre o estilo de selecção de cada país, e os concorrentes que concorreram nas selecções nacionais.

## Participantes
| País                 | Título original da Canção   | Artista                  | Processo                                     | Data da Selecção |
| País                 | Português                   | Idiomas de Interpretação | Processo                                     | Data da Selecção |
| -------------------- | --------------------------- | ------------------------ | -------------------------------------------- | ---------------- |
| Argentina            | "Dije que te quiero"        | Juan Eduardo             | Argentina no Festival da OTI 1973            | -                |
| Argentina            | Disse que te amo            | Castelhano               | Argentina no Festival da OTI 1973            | -                |
| Bolívia              | "No se vivir sin ti"        | Arturo Quesada           | Bolívia                                      | -                |
| Bolívia              | Não sei viver sem ti        | Castelhano               | Bolívia                                      | -                |
| Brasil               | "Baianero"                  | Nadinho da Ilha          | Brasil no Festival da OTI 1973               | -                |
| Brasil               | Baianero                    | Português                | Brasil no Festival da OTI 1973               | -                |
| Chile                | "Cuando tu vuelvas"         | Antonio Zabaleta         | 1973                                         | -                |
| Chile                | Quando voltas               | Castelhano               | 1973                                         | -                |
| Colômbia             | "Una orquidea, un amor"     | Claudia Osuna            | Colômbia no Festival da OTI 1973             | -                |
| Colômbia             | Uma orquídea, um amor       | Castelhano               | Colômbia no Festival da OTI 1973             | -                |
| Espanha              | "Algo más"                  | Camilo Sesto             | Espanha no Festival da OTI 1973              | -                |
| Espanha              | Algo mais                   | Castelhano               | Espanha no Festival da OTI 1973              | -                |
| México               | "Que alegre va María"       | Imelda Miller            | 1973                                         | -                |
| México               | O quão feliz vai Maria      | Castelhano               | 1973                                         | -                |
| Panamá               | "Soy feliz"                 | Orlando Morales          | Panamá no Festival da OTI 1973               | -                |
| Panamá               | Sou feliz                   | Castelhano               | Panamá no Festival da OTI 1973               | -                |
| Peru                 | "El mundo gira por tu amor" | Gabriela de Jesús        | Peru no Festival da OTI 1973                 | -                |
| Peru                 | O mundo gira pelo teu amor  | Castelhano               | Peru no Festival da OTI 1973                 | -                |
| Porto Rico           | "Yo quiero una orquesta"    | Oscar Solo               | Porto Rico no Festival da OTI 1973           | -                |
| Porto Rico           | Eu quero uma orquestra      | Castelhano               | Porto Rico no Festival da OTI 1973           | -                |
| Portugal             | "Poema de mim"              | Paco Bandeira            | 1973                                         | -                |
| Portugal             | Poema de mim                | Português                | 1973                                         | -                |
| República Dominicana | "El juicio final"           | Niní Caffaro             | República Dominicana no Festival da OTI 1973 | -                |
| República Dominicana | O juízo final               | Castelhano               | República Dominicana no Festival da OTI 1973 | -                |
| Uruguai              | "El mundo es un corazón"    | Aldo                     | Uruguai no Festival da OTI 1973              | -                |
| Uruguai              | O mundo é um coração        | Castelhano               | Uruguai no Festival da OTI 1973              | -                |
| Venezuela            | "Poema para el olvido"      | Mayra Martí              | Venezuela no Festival da OTI 1973            | -                |
| Venezuela            | Poema para o esquecimento   | Castelhano               | Venezuela no Festival da OTI 1973            | -                |

## Festival
A abertura da competição consistiu na música "Melodía iberoamericana", de Ernesto Halffter, tocada pela orquestra presente na sala.
A orquestra, dirigida por Ivan Paulo, situava-se à esquerda do palco, com o quadro de votações ao centro e os apresentadores à direita.
Os apresentadores foram Walter Forster e Íris Lettieri, que falaram aos espetadores em português.
No intervalo, antes das votações, atuou a dupla brasileira Antônio Carlos e Jocáfi. 
| #   | País                 | Idioma     | Artista           | Canção                      | Tradução para português    | Posição | Pontuação |
| --- | -------------------- | ---------- | ----------------- | --------------------------- | -------------------------- | ------- | --------- |
| 1º  | Panamá               | Castelhano | Orlando Morales   | "Soy feliz"                 | Sou feliz                  | 12º     | 2         |
| 2º  | Uruguai              | Castelhano | Aldo              | "El mundo es un corazón"    | O mundo é um coração       | 8º      | 4         |
| 3º  | Espanha              | Castelhano | Camilo Sesto      | "Algo más"                  | Algo mais                  | 5º      | 6         |
| 4º  | Argentina            | Castelhano | Juan Eduardo      | "Dije que te quiero"        | Disse que te amo           | 9º      | 3         |
| 5º  | Bolivia              | Castelhano | Arturo Quesada    | "No se vivir sin ti"        | Não sei viver sem ti       | 14º     | 1         |
| 6º  | Colombia             | Castelhano | Claudia Osuna     | "Una orquidea, un amor"     | Uma orquídea, um amor      | 9       | 3         |
| 7º  | Peru                 | Castelhano | Gabriela de Jesús | "El mundo gira por tu amor" | O mundo gira pelo teu amor | 1º      | 10        |
| 8º  | Venezuela            | Castelhano | Mayra Martí       | "Poema para el olvido"      | Poema para o esquecimento  | 9º      | 3         |
| 9º  | Brasil               | Português  | Nadinho da Ilha   | "Baianero"                  | Baianero                   | 4º      | 7         |
| 10º | Porto Rico           | Castelhano | Oscar Solo        | "Yo quiero una orquesta"    | Eu quero uma orquestra     | 6º      | 5         |
| 11º | Chile                | Castelhano | Antonio Zabaleta  | "Cuando tu vuelvas"         | Quando voltas              | 6º      | 5         |
| 12º | República Dominicana | Castelhano | Niní Caffaro      | "El juicio final"           | O juízo final              | 3º      | 9         |
| 13º | México               | Castelhano | Imelda Miller     | "Que alegre va María"       | O quão feliz vai Maria     | 1º      | 10        |
| 14º | Portugal             | Português  | Paco Bandeira     | "Poema de mim"              | Poema de mim               | 12º     | 2         |

### Desempate
O final da votação levou a um inédito desempate no primeiro lugar entre o Peru e o México. Assim, foi requerido aos jurados suplentes presentes no Palácio das Artes (excepto do Peru e do México) a atribuição de um ponto a uma única canção, saindo o México como o grande vencedor com 7 pontos contra os 5 do Peru.
| #   | País   | Idioma     | Artista           | Canção                      | Português                  | Posição | Pontuação |
| --- | ------ | ---------- | ----------------- | --------------------------- | -------------------------- | ------- | --------- |
| 7º  | Peru   | Castelhano | Gabriela de Jesús | "El mundo gira por tu amor" | O mundo gira pelo teu amor | 2º      | 5         |
| 13º | México | Castelhano | Imelda Miller     | "Que alegre va María"       | O quão feliz vai Maria     | 1º      | 7         |

### Resultados
Cada país teve um júri composto por 5 membros, onde cada membro votava numa única canção, sendo proibido votar no próprio país:
| Países Votantes      | Países Pontuados | Países Pontuados | Países Pontuados | Países Pontuados | Países Pontuados | Países Pontuados | Países Pontuados | Países Pontuados | Países Pontuados | Países Pontuados | Países Pontuados | Países Pontuados     | Países Pontuados | Países Pontuados |
| -------------------- | ---------------- | ---------------- | ---------------- | ---------------- | ---------------- | ---------------- | ---------------- | ---------------- | ---------------- | ---------------- | ---------------- | -------------------- | ---------------- | ---------------- |
| Países Votantes      | Panamá           | Uruguai          | Espanha          | Argentina        | Bolívia          | Colômbia         | Peru             | Venezuela        | Brasil           | Porto Rico       | Chile            | República Dominicana | México           | Portugal         |
| Panamá               |                  |                  | 1                | 1                |                  |                  |                  |                  | 1                | 1                |                  | 1                    |                  |                  |
| Uruguai              |                  |                  |                  |                  |                  |                  | 2                |                  |                  | 1                | 1                |                      | 1                |                  |
| Espanha              |                  |                  |                  |                  |                  |                  | 2                | 2                |                  |                  |                  |                      | 1                |                  |
| Argentina            |                  |                  | 2                |                  |                  |                  |                  |                  |                  |                  |                  |                      | 3                |                  |
| Bolívia              |                  |                  |                  |                  |                  | 3                |                  |                  |                  | 1                |                  | 1                    |                  |                  |
| Colômbia             |                  |                  |                  | 1                |                  |                  |                  |                  |                  |                  | 4                |                      |                  |                  |
| Peru                 | 1                | 2                |                  | 1                |                  |                  |                  |                  | 1                |                  |                  |                      |                  |                  |
| Venezuela            |                  |                  |                  |                  |                  |                  |                  |                  |                  |                  |                  | 4                    | 1                |                  |
| Brasil               |                  |                  | 1                |                  |                  |                  | 1                |                  |                  |                  |                  |                      | 2                | 1                |
| Porto Rico           |                  |                  | 1                |                  |                  |                  |                  |                  | 1                |                  |                  | 2                    | 1                |                  |
| Chile                |                  | 1                | 1                |                  |                  |                  | 1                |                  | 2                |                  |                  |                      |                  |                  |
| República Dominicana |                  |                  |                  |                  | 1                |                  |                  | 1                |                  | 2                |                  |                      | 1                |                  |
| México               | 1                | 1                |                  |                  |                  |                  | 1                |                  |                  |                  |                  | 1                    |                  | 1                |
| Portugal             |                  |                  |                  |                  |                  |                  | 3                |                  | 2                |                  |                  |                      |                  |                  |
| Lugar                | 12º              | 8º               | 5º               | 9º               | 14º              | 9º               | 1º               | 9º               | 4º               | 6º               | 6º               | 3º                   | 1º               | 12º              |
| Total                | 2                | 4                | 6                | 3                | 1                | 3                | 10               | 3                | 7                | 5                | 5                | 9                    | 10               | 2                |
| Países Votantes      | Panamá           | Uruguai          | Espanha          | Argentina        | Bolívia          | Colômbia         | Peru             | Venezuela        | Brasil           | Porto Rico       | Chile            | República Dominicana | México           | Portugal         |
| Países Votantes      | Países Pontuados |                  |                  |                  |                  |                  |                  |                  |                  |                  |                  |                      |                  |                  |

| Países Votantes      | Países Pontuados | Países Pontuados | Países Pontuados | Países Pontuados | Países Pontuados | Países Pontuados | Países Pontuados | Países Pontuados | Países Pontuados | Países Pontuados | Países Pontuados | Países Pontuados     | Países Pontuados | Países Pontuados |
| -------------------- | ---------------- | ---------------- | ---------------- | ---------------- | ---------------- | ---------------- | ---------------- | ---------------- | ---------------- | ---------------- | ---------------- | -------------------- | ---------------- | ---------------- |
| Países Votantes      | Panamá           | Uruguai          | Espanha          | Argentina        | Bolívia          | Colômbia         | Peru             | Venezuela        | Brasil           | Porto Rico       | Chile            | República Dominicana | México           | Portugal         |
| Panamá               | 0                | 0                | 1                | 1                | 0                | 0                | 0                | 0                | 1                | 1                | 0                | 1                    | 0                | 0                |
| Uruguai              | 0                | 0                | 1                | 1                | 0                | 0                | 2                | 0                | 1                | 2                | 1                | 1                    | 1                | 0                |
| Espanha              | 0                | 0                | 1                | 1                | 0                | 0                | 4                | 2                | 1                | 2                | 1                | 1                    | 2                | 0                |
| Argentina            | 0                | 0                | 3                | 1                | 0                | 0                | 4                | 2                | 1                | 2                | 1                | 1                    | 5                | 0                |
| Bolívia              | 0                | 0                | 3                | 1                | 0                | 3                | 4                | 2                | 1                | 3                | 1                | 2                    | 5                | 0                |
| Colômbia             | 0                | 0                | 3                | 2                | 0                | 3                | 4                | 2                | 1                | 3                | 5                | 2                    | 5                | 0                |
| Peru                 | 1                | 2                | 3                | 3                | 0                | 3                | 4                | 2                | 2                | 3                | 5                | 2                    | 5                | 0                |
| Venezuela            | 1                | 2                | 3                | 3                | 0                | 3                | 4                | 2                | 2                | 3                | 5                | 6                    | 6                | 0                |
| Brasil               | 1                | 2                | 4                | 3                | 0                | 3                | 5                | 2                | 2                | 3                | 5                | 6                    | 8                | 1                |
| Porto Rico           | 1                | 2                | 5                | 3                | 0                | 3                | 5                | 2                | 3                | 3                | 5                | 8                    | 9                | 1                |
| Chile                | 1                | 3                | 6                | 3                | 0                | 3                | 6                | 2                | 5                | 3                | 5                | 8                    | 9                | 1                |
| República Dominicana | 1                | 3                | 6                | 3                | 1                | 3                | 6                | 3                | 5                | 5                | 5                | 8                    | 10               | 1                |
| México               | 2                | 4                | 6                | 3                | 1                | 3                | 7                | 3                | 5                | 5                | 5                | 9                    | 10               | 2                |
| Portugal             | 2                | 4                | 6                | 3                | 1                | 3                | 10               | 3                | 7                | 5                | 5                | 9                    | 10               | 2                |
| Lugar                | 12º              | 8º               | 5º               | 9º               | 14º              | 9º               | 1º               | 9º               | 4º               | 6º               | 6º               | 3º                   | 1º               | 12º              |
| Países Votantes      | Panamá           | Uruguai          | Espanha          | Argentina        | Bolívia          | Colômbia         | Peru             | Venezuela        | Brasil           | Porto Rico       | Chile            | República Dominicana | México           | Portugal         |
| Países Votantes      | Países Pontuados |                  |                  |                  |                  |                  |                  |                  |                  |                  |                  |                      |                  |                  |

### Maestros
Em baixo encontra-se a lista de maestros que conduziram a orquestra, na respectiva actuação de cada país concorrente. Os maestros estão organizados pela ordem de apresentação das músicas de cada país.
| País                 | Maestro              |
| -------------------- | -------------------- |
| Panamá               | Ivan Paulo           |
| Uruguai              | Ivan Paulo           |
| Espanha              | Juan Carlos Calderón |
| Argentina            | Horacio Malvicino    |
| Bolívia              | Ivan Paulo           |
| Colômbia             |                      |
| Peru                 | Ivan Paulo           |
| Venezuela            | Eduardo Cabrera      |
| Brasil               | Ivan Paulo           |
| Porto Rico           | Pedro Rivera Toledo  |
| Chile                | Horacio Saavedra     |
| República Dominicana |                      |
| México               | Chucho Ferrer        |
| Portugal             | Ivan Paulo           |

## Artistas repetentes
Logo na segunda edição do festival, alguns artistas eram repetentes na sua experiência na OTI. Em 1973, os repetentes foram:
| País (1973) | Foto | Artista        | Ano Anterior | País Representado | Canção                         | Tradução                      | Pontuação | Classificação |
| ----------- | ---- | -------------- | ------------ | ----------------- | ------------------------------ | ----------------------------- | --------- | ------------- |
| Bolívia     |      | Arturo Quezada | OTI 1972     | Bolívia           | "No volveré a passar por allí" | Não voltarei a passar por ali | 3         | 9º            |

## Transmissão do Festival

### Países participantes
| País                 | Canal                   | Comentador(es)   | Porta-voz |
| -------------------- | ----------------------- | ---------------- | --------- |
| Panamá               | RPC TV                  |                  |           |
| Uruguai              |                         |                  |           |
| Espanha              | TVE1                    | José María Íñigo |           |
| Argentina            |                         |                  |           |
| Bolívia              | TVB                     |                  |           |
| Colômbia             | Canal Nacional          |                  |           |
| Peru                 | Panamericana Televisión |                  |           |
| Venezuela            |                         |                  |           |
| Brasil               | Rede Tupi               |                  |           |
| Porto Rico           |                         |                  |           |
| Chile                | TVN                     |                  |           |
| República Dominicana |                         |                  |           |
| México               | Telesistema Mexicano    |                  |           |
| Portugal             | I Programa              |                  |           |

### Países não participantes
| País           | Canal       | Comentador(es) |
| -------------- | ----------- | -------------- |
| Guatemala      | Canal 7     |                |
| Nicarágua      |             |                |
| Costa Rica     |             |                |
| El Salvador    | TCS         |                |
| Honduras       | TNH         |                |
| Paraguai       |             |                |
| Equador        |             |                |
| Estados Unidos | Univisión   |                |
| Suécia         | SR TV       |                |
| Iugoslávia     |             |                |
| Países Baixos  | Nederland 1 |                |